# 米尔内 (科诺托普区)
51°29′6″N 33°23′27″E / 51.48500°N 33.39083°E
米爾內（烏克蘭語：Мирне）是位於烏克蘭東北部的镇，由蘇梅州科諾托普區的克羅萊韋茨市鎮負責管轄。該鄉距離布伊瓦洛韋和米科拉恩科韋0.5公里，海拔高度196米，2001年人口23。